# Zambrowski
Zambrowski là một huyện thuộc tỉnh Podlaskie của Ba Lan. Huyện có diện tích 733 km². Đến ngày 1 tháng 1 năm 2011, dân số của huyện là 44271 người và mật độ 60 người/km².